# John Grogan
John Joseph Grogan (Detroit, 20 marzo 1957) è un giornalista e romanziere statunitense.

## Biografia
Nacque in una famiglia cattolica di origine irlandese a Motor City, nei pressi di Detroit, Michigan. Era il minore di quattro fratelli. Sua madre era casalinga, mentre il padre lavorava nella General Motors.
Lavorò in un piccolo giornale nella città portuale di S. Joseph, nel Michigan, dove incontrò Jenny, la sua futura moglie. Successivamente, trovò impiego in giornali più importanti anche in Florida. Il suo libro più famoso è Io & Marley (2005) che tratta la vita della sua famiglia e soprattutto la vita del suo cane Marley. Negli Stati Uniti il libro, che ha commosso i lettori, ha venduto oltre quindici milioni di copie ed ha ricevuto commenti di elogio anche dal New York Times, dal Philadelphia Inquirer, dal USA Today e dal People. Grogan è stato anche un reporter per diversi giornali del Michigan e della  Florida prima di diventare il capo-redattore del Philadelphia Inquirer.
Vive con sua moglie Jenny e i loro tre figli  in Pennsylvania.
Nel film diretto da David Frankel è interpretato da Owen Wilson; Jennifer Aniston veste invece i panni della moglie Jenny.